# Two Car
Two Car (яп. つうかあ Цу:ка:) — оригинальный аниме-сериал о гонках на мотоциклах с коляской, созданный на студии Silver Link в честь десятилетия компании. Премьерный показ прошёл на японском телевидении c 21 октября по 23 декабря 2017 года. Режиссёр — Масафуми Тамура, сценарист — Кацухико Такаяма, а композитор — Рё Такахаси.

## Сюжет
Действие происходит на небольшом и малонаселённом острове Миякедзима к югу от Токио. Юри Мията (озвучена Аой Когой) и Мэгуми Мэгуро (озвучена Айми Танакой) объединяются в одну команду для соревнований по гонкам на мотоциклах с колясками и стремятся стать чемпионками. Ситуацию осложняет то, что обе они влюбляются в своего тренера.

## Медиа

### Аниме
Премьера сериала стартовала 8 октября 2017 года. Режиссёр — Масафуми Тамура, сценарист — Кацухико Такаяма, композитор — Рё Такахаси. Начальной темой стала музыкальная композиция «Heart to Heart».

### Манга
На основе аниме была выпущена манга-адаптация сюжета. Главы выходили на сайте ComicWalker издательства Kadokawa с октября 2017 по май 2018 года.
| № | Дата публикации | ISBN                   |
| - | --------------- | ---------------------- |
| 1 | 13 декабря 2017 | ISBN 978-4-04-069650-8 |
| 2 | 23 июня 2018    | ISBN 978-4-04-069882-3 |

Спин-офф под названием Two Car Everyday, созданный автором додзинси Eromane, публиковался в журнале Monthy Comic Alive издательства Media Factory с 9 сентября 2017 по 27 января 2018 года.
| № | Дата публикации | ISBN                   |
| - | --------------- | ---------------------- |
| 1 | 23 февраля 2018 | ISBN 978-4-04-069798-7 |

## Критика
Четверо критиков Anime News Network написали превью к аниме на основе первой серии. Ребекка Сильверман похвалила сериал за богатые фоновые изображения тропического острова и то, что он вызывает интерес к подобным гонкам. Терон Мартин выразил интерес к интриге в отношениях Юри и Мэгуми. Джеймс Беккет похвалил анимацию гонок и добавление CG к ней, но был довольно критичен к характеризации и мотивации героинь из-за их отношения к тренеру. Четвёртый рецензент, Ник Кример, почувствовал, что в экранизации не было чувства настоящей драмы или скорости как в гоночных сценах, так и в взаимодействии персонажей, заключив, что это «ни в каким смысле не ужасное произведение, но нет ни единой причины, по которой его бы стоило смотреть дальше. Его можно спокойно пропустить».
В полном обзоре для THEM Anime Reviews Стиг Хогсет похвалил анимацию гонок, особенно отметив фоновые изображения, отлично дополняющие сделанные с помощью компьютерной графики мотоциклы, звуковые эффекты, подчеркивающие езду по маршруту, и технические детали подобных мотоциклов. В то же время персонажи не произвели хорошего впечатления, так и не сумев раскрыть комедийные и драматические элементы сериала. В итоговой рекомендации он сказал: «Смотрите ради байков, так как драма и комедия действительно не дотягивают».